# Organizzazione Gladio
L'organizzazione Gladio era un'organizzazione paramilitare, frutto di una intesa tra la CIA ed i servizi segreti italiani, nell'ambito dell'Operazione Gladio, organizzata per contrastare una possibile invasione nell'Europa occidentale da parte dell'Unione Sovietica e degli Stati aderenti al Patto di Varsavia, ma in particolare della non-allineata Jugoslavia titina, attraverso atti di sabotaggio, guerra psicologica e guerriglia dietro le linee nemiche, con la collaborazione dei servizi segreti e di altre strutture.
Malgrado in Italia Gladio sia propriamente utilizzato in riferimento solo alla Stay-behind italiana (o, secondo alcuni, la principale e più duratura tra diverse stay-behind che operarono in Italia), il termine è stato applicato dalla stampa anche ad altre operazioni dello stesso tipo, in quanto parte dell'operazione Gladio. Durante la guerra fredda, quasi tutti gli Stati dell'Europa occidentale organizzarono reti analoghe.
L'esistenza di Gladio fu riconosciuta il 24 ottobre 1990 dal Presidente del Consiglio Giulio Andreotti, che parlò di una «struttura di informazione, risposta e salvaguardia». Francesco Cossiga, che ebbe, durante il periodo in cui era Sottosegretario alla Difesa, la delega alla sovrintendenza di Gladio, e che spesso è stato indicato come uno dei suoi fondatori, nel 2008 affermò che «i padri di Gladio sono stati Aldo Moro, Paolo Emilio Taviani, Gaetano Martino e i generali Musco e De Lorenzo, capi del SIFAR. Io ero un piccolo amministratore». Affermò altresì che «gli uomini di Gladio erano ex partigiani. Era vietato arruolare monarchici, fascisti od anche solo parenti di fascisti: un Ufficiale di Complemento fu cacciato dopo il suo matrimonio con la figlia di un dirigente MSI. Quasi tutti erano azionisti, socialisti, lamalfiani».

## Storia

### Il secondo dopoguerra e la costituzione
Si temeva che l'Unione Sovietica, data l'estrema vicinanza geografica, avesse altissime possibilità di conquistare l'Europa prima dell'intervento statunitense che per via della distanza sarebbe avvenuto in un secondo momento.
È stata provata da più parti (anche dalla Commissione stragi) l'esistenza di strutture di volontari nate in chiave anticomunista nelle ultime fasi della guerra (come quelle che sarebbero derivate dalle disciolte Brigate Osoppo e presero il nome di Organizzazione «O») e nell'immediato dopoguerra, che avevano lo scopo di proteggere il confine italo-jugoslavo dalle aggressioni dell'Esercito Popolare di Liberazione della Jugoslavia. Secondo Paolo Emilio Taviani, la nascita di Gladio sarebbe una risposta all'apparato paramilitare del PCI, la cosiddetta "Gladio Rossa". Francesco Gironda, ex responsabile del settore guerra psicologica di Gladio e poi portavoce dell'associazione degli ex appartenenti alla struttura segreta, affermò che uno dei primi reclutatori dei gladiatori fu Enrico Mattei, capo-partigiano e futuro presidente dell'ENI. In una relazione del Comitato Parlamentare sui servizi segreti del 1995 si legge che:
Gladio fu costituita ufficialmente con un protocollo d'intesa tra il servizio segreto italiano e quello statunitense in data 26 novembre 1956, nel quale però vi era stato un esplicito riferimento ad accordi preesistenti: nella relazione inviata dal Presidente del Consiglio Giulio Andreotti alla Commissione stragi il 17 ottobre 1990 verrà segnalato che con quella intesa tra SIFAR (al cui comando, al tempo della stesura del protocollo, era da poco stato posto Giovanni de Lorenzo) e CIA erano stati confermati tutti i precedenti impegni intervenuti nella materia tra Italia e Stati Uniti.
Nel giugno 1959 il servizio segreto italiano entrò a far parte del Comitato di pianificazione e coordinamento, organo di SHAPE (Supreme Headquarters Allied Powers Europe), mentre nel 1964 entrò a far parte del Comitato Clandestino Alleato (ACC), emanazione del suddetto comitato di pianificazione e coordinamento e costituito tra Paesi che intendevano organizzare una resistenza sul proprio territorio, in caso di aggressione dall'Est e, a quanto sembra, anche nell'eventualità di sovvertimenti interni, ovvero tentativi di colpo di Stato interni.
L'ipotesi di finanziamenti a Gladio da parte della CIA, posti in essere per lo meno fino al 1975, era già stata avanzata nel 1990 dal generale Giovan Battista Minerva (ufficiale del SIFAR e poi del SID, in servizio con il compito di direttore amministrativo tra il 1963 ed il 1975), durante le indagini sull'incidente dell'aereo Argo 16.
Oltre ai tre Paesi fondatori, diversi altri membri della NATO entrarono successivamente nella struttura. L'Italia lo fece in via ufficiale nel 1964, ma già in precedenza erano attivi accordi bilaterali tra SIFAR (l'allora servizio segreto italiano) e CIA tesi ad arruolare e ad addestrare nuclei di operativi in grado di organizzare la resistenza armata sul territorio occupato da un'invasione o controllato da forze sovversive.
Nel 1964, oltre all'Italia, i Paesi aderenti erano Stati Uniti, Regno Unito, Francia, Germania Ovest, Paesi Bassi, Belgio e Lussemburgo. In seguito aderirono anche Danimarca e Norvegia. Altri Paesi NATO, come Grecia, Turchia, Spagna e Portogallo, non entrarono mai, a quanto risulta, nel comitato di coordinamento. Peraltro, organizzazioni simili vennero probabilmente create in quasi tutti i Paesi occidentali che temevano un'invasione sovietica, compresi Stati neutrali come Austria, Finlandia, Svezia e Svizzera. Anche in Jugoslavia era presente un'organizzazione analoga.
A partire dal 1972, a causa dello smantellamento dei depositi d'armi Nasco e della revoca unilaterale dell'accordo del 1956 da parte degli Stati Uniti, Gladio subì una profonda trasformazione da rete di guerriglia anti-invasione a rete informativa a beneficio del SID (poi diventato SISMI nel 1977), in grado di sfruttare la presenza dei suoi membri in tutti gli ambiti della società civile.

### La rivelazione dell'esistenza nel 1990

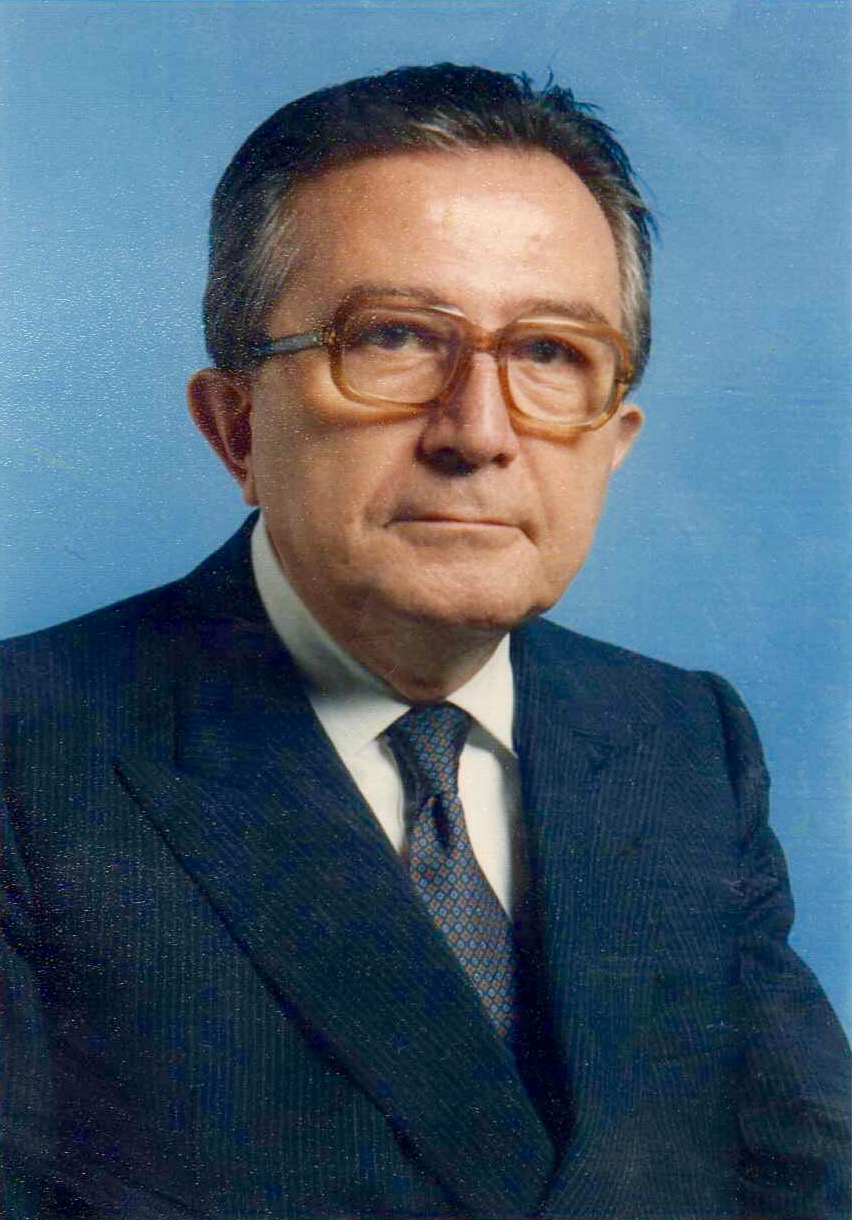
Giulio Andreotti, che rivelò alla Commissione stragi ed al Parlamento l'esistenza di Gladio.

Nel luglio 1990, il magistrato veneziano Felice Casson, indagando sui depositi clandestini NASCO ritrovati in Friuli, da cui pensava provenisse l'esplosivo utilizzato nella strage di Peteano, chiese ed ottenne direttamente da Giulio Andreotti, all'epoca Presidente del Consiglio dei Ministri, il permesso di poter accedere all'archivio del SISMI a Forte Braschi. Nello stesso mese, in un'intervista a La Repubblica, il generale Ambrogio Viviani (già responsabile dell'Ufficio D del SISMI) aveva accennato ad una imprecisata organizzazione segreta della NATO.
Il 3 agosto 1990, davanti alla Commissione stragi presieduta dal senatore Libero Gualtieri, Andreotti ammise l'esistenza dell'organizzazione segreta ma "tali attività sono proseguite fino al 1972, dopodiché si è ritenuto che non ve ne fosse più bisogno". Il 24 ottobre successivo, durante una seduta della Camera dei deputati, Andreotti rivelò pubblicamente l'esistenza di Gladio, che fu quindi la prima organizzazione aderente alla rete Stay-behind ad essere resa pubblica. In una successiva trasmissione di atti alla Commissione stragi Andreotti, al contrario della precedente dichiarazione, ammise che la struttura era ancora in piedi ed operativa. Alla fine del novembre successivo, il capo di stato maggiore del SISMI, generale Paolo Inzerilli, dichiarò sciolta la struttura.
Quando l'esistenza di Gladio divenne di pubblico dominio venne pubblicato un elenco di 622 «gladiatori»: ufficialmente tutti i partecipanti, dalla fondazione allo scioglimento dell'organizzazione. Tuttavia, da più parti questa lista è stata considerata incompleta, sia per il ridotto numero di uomini, ritenuto troppo basso rispetto ai compiti dell'organizzazione estesi in quasi quarant'anni, sia per l'assenza nella lista di alcuni personaggi, sia da indagini successive (e in alcuni casi per loro stessa ammissione) avevano fatto parte dell'organizzazione. Francesco Cossiga dichiarò che all'organizzazione fecero parte tra i 1000 e i 1200 elementi. L'allargamento dell'organico stava particolarmente a cuore a chi, dovendo dimostrare che tra i gladiatori ci fossero anche criminali (e non avendone trovati tra i 622), ipotizzava una substruttura criminal-politica coperta da quella segreta ma legale, a sua volta posta sotto l'egida della normale struttura dei servizi segreti.
Una serie di inchieste giornalistiche condotte da quotidiani di tiratura nazionale, come L'Unità e la Repubblica, indicarono Gladio come un'organizzazione con finalità eversive ed avanzarono sospetti di un suo coinvolgimento nel Piano Solo e negli attentati ascrivibili alla strategia della tensione. L'unico organo di informazione che prese le difese dei «gladiatori» fu il Giornale (allora diretto da Indro Montanelli), sottolineando come «nell'ex patria del diritto basta aver servito il proprio Paese in un corpo segreto per cadere sotto l'anatema giudiziario-comunista». Nel 1992, quando il presidente della Commissione stragi Libero Gualtieri denunciò l'illegittimità dell'organizzazione e la sua «clandestinità» al di fuori di ogni controllo politico (mentre nello stesso periodo la Procura di Roma chiedeva l'archiviazione perché non riscontrò nulla di penalmente rilevante), il quotidiano milanese criticò duramente il senatore repubblicano scrivendo: «Per avere un processo stalinista mancava il pubblico ministero, il signor Vishinsky. Adesso ne abbiamo l'ectoplasma, è Gualtieri, senatore repubblicano della Romagna, presidente della commissione Stragi. [...] Con la sua requisitoria sul "caso" Gladio, ci ha offerto un esempio di come si costruisce un'accusa in stile anni Trenta».

### L'autodenuncia di Cossiga e la richiesta di messa in stato d'accusa

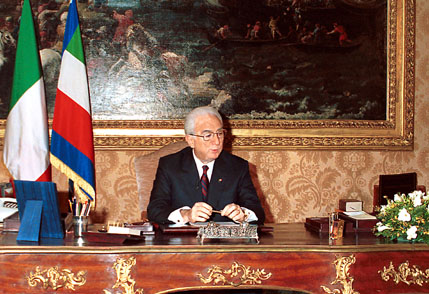
Francesco Cossiga alla scrivania presidenziale.

Le asserite responsabilità del Presidente della Repubblica Francesco Cossiga nei confronti di Gladio furono confermate dal medesimo interessato che, ammise con fierezza, in un'esternazione a Edimburgo nel 1990, la parte avuta nella sua messa a punto, in quanto sottosegretario al Ministero della difesa tra il 1966 e il 1969, e si autodenunciò con un documento inviato alla Procura di Roma, in seguito all'iscrizione da parte del giudice Casson nel registro degli indagati dell'ammiraglio Fulvio Martini e del generale Paolo Inzerilli quali responsabili militari di Gladio. Nel documento Cossiga dichiarava: «Rivendico in pieno la tutela di quarant'anni di politica della Difesa e della sicurezza per la salvaguardia dell'integrità nazionale, dell'indipendenza e della sovranità territoriale del nostro Paese nonché della libertà delle sue istituzioni, anche al fine di rendere giustizia a coloro che agli ordini del governo legittimo hanno operato per la difesa della Patria..» Nel 1991 il giudice Casson trasmise il fascicolo sull'organizzazione, per ragioni di competenza territoriale, alla Procura di Roma, la quale il 3 febbraio 1992 richiese l'archiviazione a favore di Cossiga, Martini e Inzerilli, dichiarando che la struttura Stay-behind non aveva nulla di penalmente rilevante ed archiviando l'indagine. L''8 luglio 1994 la richiesta fu accolta dal Tribunale dei ministri.
Il 6 dicembre 1991 fu presentata in Parlamento da parte del PDS, La Rete e Rifondazione Comunista la richiesta di messa in stato di accusa per il Capo dello Stato, con diversi capi d'accusa, tra cui quello di essere uno dei fiancheggiatori istituzionali di Gladio. Il comitato parlamentare ritenne tutte le accuse manifestamente infondate, come si legge negli atti parlamentari del 12 maggio 1993.

### Le dichiarazioni di Vincenzo Vinciguerra
L'ex terrorista Vincenzo Vinciguerra confessò nel 1984 al giudice Felice Casson di aver compiuto l'attentato terroristico di Peteano il 31 maggio 1972, nel quale tre carabinieri erano rimasti uccisi (fino all'interrogatorio di Vinciguerra, erano state accusate sei persone poi prosciolte con formula piena). Durante il processo, Vinciguerra spiegò come era stato aiutato dai servizi segreti italiani e come fuggì nella Spagna franchista dopo la strage di Peteano. L'ex terrorista, sentito nello stesso anno anche nel processo relativo alla strage di Bologna, parlò apertamente dell'esistenza di una struttura occulta nelle forze armate italiane, composta sia da militari sia da civili, con la finalità di coordinare le varie stragi per evitare che anche internamente l'Italia si spostasse troppo a sinistra: questo, sempre secondo la testimonianza dell'ex terrorista, a nome della NATO e con il supporto dei servizi segreti e di alcune forze politiche e militari italiane. Il 3 luglio 2001, dopo quattro anni di processo, il Tribunale di Roma assolse Fulvio Martini, Paolo Inzerilli e Giovanni Invernizzi dalle accuse di falsa testimonianza, soppressione di atti concernenti la sicurezza dello Stato e abuso d'ufficio in merito alle presunte relazioni tra Gladio e la strage di Peteano.

### La fine della guerra fredda e le speculazioni politiche
Dopo la divulgazione del segreto, coincidente approssimativamente con la dissoluzione dell'Unione Sovietica e con la conseguente fine della guerra fredda, pur non esistendo nulla di accertato, sono state fatte molte ipotesi sulle relazioni intrattenute da questa organizzazione, o da parti deviate di essa, con l'eversione di destra o di sinistra o con attentati o con tentativi di colpo di Stato avvenuti in Italia. Già precedentemente si era comunque parlato di tale organizzazione (ne parla per esempio Aldo Moro nel suo memoriale, scritto nel 1978 durante i giorni della prigionia), e la sua esistenza era comunque ovviamente nota nell'ambito dei vertici politici, dei ministri competenti, dei vertici militari e dei servizi segreti.
Nel 2000 il rapporto del gruppo «Democratici di Sinistra-L'Ulivo», stilato in seno ad una Commissione parlamentare, concludeva che la strategia della tensione era stata sostenuta dagli Stati Uniti d'America per «impedire al PCI, e in certo grado anche al PSI, di raggiungere il potere esecutivo nel paese», identificando anche i Nuclei per la Difesa dello Stato (o «Rosa dei Venti», una sorta di seconda Gladio diretta dal colonnello Amos Spiazzi ed operativa tra il 1968 e il 1973) non come un gruppo autonomo, ma come una delle operazioni portate avanti da Gladio con questi scopi.
Luigi Tagliamonte, capo dell'ufficio amministrazione del SIFAR e, successivamente, capo dell'ufficio programmazione e bilancio del comando generale dell'Arma dei Carabinieri, durante l'inchiesta del giudice veneziano Carlo Mastelloni riguardo al presunto sabotaggio dell'aereo C-47 Dakota dell'Aeronautica Militare Argo 16, relativamente ad una base di addestramento di Gladio dichiarò:
(Dichiarazioni di Luigi Tagliamonte.)

### Le dichiarazioni del generale Maletti
Il generale Gianadelio Maletti, ex capo del Reparto D del SID del controspionaggio italiano, dichiarò nel marzo del 2001 che la CIA avrebbe potuto promuovere il terrorismo in Italia. Lo stesso Maletti, in diverse interviste e nell'audizione davanti alla Commissione Stragi, citò più volte l'interessamento degli Stati Uniti nei confronti di alcune personalità e di alcuni reparti militari. Proprio alcuni di essi furono coinvolti in tentativi di golpe avvenuti in Italia, tra cui il golpe Borghese ed il golpe bianco.
Lo stesso Maletti venne ascoltato il 21 marzo 2001 dal corte d'assise di Milano, relativamente ai processi sulla strage di piazza Fontana (evento per cui era stato condannato nel 1987 per depistaggio). Sulla forma della sua deposizione vi fu uno scontro tra difesa e accusa. La difesa sosteneva che dovesse deporre come teste, quindi sotto giuramento e quindi obbligato a dire la verità. L'accusa sostenne invece che dovesse deporre come imputato e quindi senza giuramento e senza il conseguente obbligo di dire la verità. La corte sentenziò a favore delle tesi dell'accusa. Maletti depose come imputato, per cui senza obbligo formale di attenersi al vero nella sua deposizione.
Maletti dichiarò che esisteva una «regia internazionale» delle stragi relative alla strategia della tensione. Su domanda della difesa dichiarò tuttavia di non avere prove. Dichiarò nello stesso interrogatorio che la CIA finanziava sia il SID – con cui c'era tuttavia una collaborazione unilaterale per quello che riguarda il lavoro di intelligence del servizio: «Il rapporto tra il Sid e la Cia è stato di inferiorità. Chiedevamo notizie, ma non ce ne davano» – che Gladio (la base di Capo Marrargiu, secondo Maletti effettivamente impiegata da Gladio, sarebbe stata realizzata grazie a fondi statunitensi, fatto quest'ultimo confermato anche dall'ex Presidente della Repubblica Francesco Cossiga nella sua audizione davanti alla Commissione Stragi). In un'intervista concessa dopo la deposizione, Maletti confermò la sua convinzione che gli Stati Uniti avrebbero fatto di tutto per evitare uno spostamento a sinistra dell'Italia e che simili azioni avrebbero potuto essere attuate anche in altri Paesi. La CIA, alcuni mesi dopo, respingerà esplicitamente le accuse.

### I rapporti con l'estrema destra
Nonostante le dichiarazioni di Cossiga, relative alla presunta estraneità dell'organizzazione Gladio nei confronti di esponenti dell'estrema destra, sono emersi diversi riscontri in senso contrario, anche dal punto di vista giudiziario. Nella relazione del senatore Lionello Bertoldi, approvata dalla Commissione stragi nell'aprile del 1992, si afferma che nel luglio 1971 si svolse in località Valdurna, in provincia di Bolzano, una esercitazione militare, da parte di un gruppo di iscritti al MSI: «Tra i partecipanti con funzione di istruttore, che sceglie il campo, che ha rilievo particolare nel presunto uso delle armi, vi è Giuseppe Sturaro, iscritto al MSI dal 1960 e facente parte dal 1968 della Upi Primula di Gladio, al n. 515 dei componenti ufficiali Gladio. È il ventottesimo iscritto al MSI che appartiene contemporaneamente a Gladio conosciuto nella Commissione; in Alto Adige ne incontreremo altri due in Amos Spiazzi ed in Francesco Stoppani […] Vi è stata ancora una volta una palmare contraddizione con le dichiarazioni ufficiali su Gladio a cui non avrebbero potuto appartenere elementi attivi iscritti a partiti politici». Per quanto riguarda Francesco Stoppani, sottotenente presso il battaglione alpino Trento a Monguelfo (Bz) dal 15 ottobre 1975 al 15 luglio 1976, risulta iscritto al MSI alla pari del padre che ne è esponente e candidato alle elezioni politiche, e risulta anche appartenente a Gladio, il quale si autoaccusò di aver messo a segno "operazioni coperte" con la sigla Movimento italiano Alto Adige (M.I.A.) contro i terroristi sudtirolesi di lingua tedesca dell'organizzazione Ein Tirol.
Vincenzo Vinciguerra indicò, fra gli appartenenti a Gladio, i nomi di Manlio Portolan, capo triestino di Ordine Nuovo e processato per atti di terrorismo e Enzo Maria Dantini, esponente della destra eversiva, fondatore della organizzazione Lotta di Popolo, esperto di esplosivi e perito di parte di Franco Freda nel processo per la strage di piazza Fontana; entrambi presenti nei fascicoli dell'archivio di Gladio nel 1990. Nell'archivio i magistrati trovarono anche il fascicolo intestato a Gianfranco Bertoli, che secondo il giudice Felice Casson era il sedicente "anarchico" che il 17 maggio 1973 aveva lanciato una bomba contro la Questura di Milano, provocando quattro morti e molti feriti, a proposito del quale «i dirigenti del SISMI hanno dichiarato il falso quando hanno scritto che il Bertoli Gianfranco rinvenuto negli archivi della Gladio non è il terrorista ma un omonimo personaggio nato a Portogruaro. Tale ultima circostanza è sicuramente falsa».
Il 25 giugno 1966 era stato nominato facente funzione di direttore della S.A.D., cioè comandante militare di Gladio, il tenente colonnello Pasquale Fagiolo, già appartenente alla Repubblica Sociale Italiana: in precedenza Fagiolo aveva diretto il centro di addestramento di Capo Marrargiu. Fagiolo segnalò con un giudizio positivo il perito balistico Marco Morin per arruolarlo nella Gladio: Morin fu poi accusato dal giudice Casson di depistaggio nelle indagini sulla strage di Peteano.
Alcuni hanno messo in evidenza il fatto che il simbolo del gladio, che compare nello stemma dell'organizzazione paramilitare, era stato adottato anche dalla Repubblica Sociale Italiana: l'utilizzo del gladio romano, contornato da fronde di quercia, da portare sulle mostrine dell'uniforme dell'Esercito Nazionale Repubblicano, fu introdotto nel settembre del 1944. Secondo Indro Montanelli e Mario Cervi, «Chi lo riesumò aveva la memoria troppo corta. O troppo lunga».

## Struttura

L'aereo Douglas C47 Dakota, nome in codice Argo 16, utilizzato per il trasporto dei gladiatori e precipitato a Porto Marghera nel 1973, probabilmente per un sabotaggio ad opera del Mossad israeliano.

Il 1º ottobre 1956 era stata costituita, nell'ambito dell'Ufficio «R» del SIFAR, la V Sezione, denominata in codice S.A.D. (Studi Speciali e Addestramento del Personale), ai cui responsabili venne demandato il ruolo di Coordinatore Generale dell'Operazione Gladio. La V Sezione rimase in carico all’ufficio «R» anche dopo la nascita del SID, per trasformarsi nella VII Divisione del SISMI nel 1980, sotto la direzione del generale Giuseppe Santovito.
Alle dipendenze della S.A.D. vennero posti il Centro addestramento guastatori (C.A.G.) e la struttura segreta Stay-behind Gladio, la quale era così strutturata:
- Unità di Comando
  - 1 Nucleo Informativo
  - 1 Nucleo Propaganda
  - 1 Nucleo Evasione e Fuga
  - 2 Nuclei Guerriglia
- Unità di Pronto Impiego "Stella Alpina" (Friuli-Venezia Giulia)
- Unità di Pronto Impiego "Stella Marina" (Trieste)
- Unità di Pronto Impiego "Rododendro" (Trentino-Alto Adige)
- Unità di Pronto Impiego "Azalea" (Veneto)
- Unità di Pronto Impiego "Ginestra" (Laghi Lombardi)

Ciascuna Unità di Pronto Impiego era costituita da:
- - 1 Nucleo Informativo
  - 1 Nucleo Propaganda
  - 1 Nucleo Evasione e Fuga
  - 2 Nuclei Guerriglia
  - 2 Nuclei Sabotaggio

per un totale di 40 Nuclei. Inoltre, esistevano altre cinque Unità di Guerriglia di Pronto Impiego in regioni di particolare interesse.
Gli Statunitensi dotarono la struttura anche di un aereo Dakota C47 con vetri oscurati, nome in codice Argo 16, fornito per le operazioni di trasporto dei gladiatori al C.A.G. di Capo Marrargiu, dove avveniva il loro addestramento. L'aereo precipitò nel 1973 a Porto Marghera, ufficialmente per un incidente ma si pensò ad un sabotaggio ad opera di ignoti. Nel corso della trasmissione televisiva Telefono giallo nel 1990, il generale Geraldo Serravalle, direttore della S.A.D. (e quindi responsabile della struttura Gladio) dal 1971 al 1974, dichiarò che, malgrado sia largamente diffusa l'opinione che l'aereo sia stato sabotato dai servizi segreti israeliani del Mossad, è probabile che l'esplosione sia attribuibile ai gladiatori che rifiutavano di consegnare le armi a seguito dello smantellamento dei depositi clandestini Nasco.
Tra il 1985 ed il 1987 vengono costituiti nuovi Centri per l’Addestramento Speciale (C.A.S.), affiancati a quelli già esistenti di Udine, Centro Ariete nato nel 1957, e di Roma, Centro Orione (del 1959). Stiamo parlando del Centro Libra di Brescia (1985), del Centro Pleiadi di Asti (1986) e del Centro Scorpione di Trapani (1987): in origine i C.A.S. avrebbero dovuto occuparsi dell’addestramento degli appartenenti alla rete Gladio ma una direttiva del 1987 dell'ammiraglio Fulvio Martini (allora direttore del SISMI) diede l’assenso alla loro idoneità quali strutture legate all’attività informativa in materia di terrorismo e criminalità organizzata.
Nel 1986, su direttiva del ministro della difesa Spadolini, e su iniziativa dell'allora colonnello Paolo Inzerilli (direttore della VII Divisione del SISMI), fu creato il Gruppo Operazioni Speciali (G.O.S.), indicato anche come «Nucleo K» o «Operatori Speciali del Servizio Italiano» (O.S.S.I.), un gruppo di specialisti nelle operazioni di guerriglia e di controguerriglia, selezionati tra alcuni corpi speciali delle Forze armate, per operazioni speciali del Sismi, che avevano anche lo scopo di addestrare ciclicamente i civili appartenenti a Gladio presso i cinque C.A.S. e chiamati ad entrare in azione come servizio di scorta per personalità importanti (come papa Giovanni Paolo II e il presidente peruviano Alan García Pérez).

### I depositi Nasco
A partire dal 1959 la CIA iniziò a trasportare a Capo Marrargiu una notevole quantità di materiale bellico, tra cui: armi portatili, munizioni, fucili di precisione, bombe a mano, esplosivo plastico C4, binocoli e radiotrasmittenti. A partire dal 1963 si decise di interrare questo arsenale in 139 depositi detti in codice Nasco (diminutivo di "nascondiglio"), localizzati in modo particolare nel Nordest: 100 nel Friuli-Venezia Giulia, 7 in Veneto, 5 in Trentino, 11 in Lombardia, 7 in Piemonte, 4 in Liguria, 2 in Emilia-Romagna, 1 in Campania, 2 in Puglia. Tra il 1972 e il 1973 iniziò il loro smantellamento in quanto questi luoghi non erano ritenuti più sicuri, dopo il ritrovamento casuale di un Nasco nei pressi di Aurisina (Trieste): i rimanenti finirono sotto le fondamenta di nuovi edifici, chiese e cappelle, diventando in diversi casi irrecuperabili.
La maggior parte delle reclute di Gladio fu cercata e trovata nelle regioni nord-orientali (in particolare nel Friuli-Venezia Giulia): tra il 1959 e il 1963 fu anche collocato il maggior numero di depositi nascosti e interrati di armi.
In caso di necessità, il materiale bellico contenuto nei Nasco sarebbe stato utilizzato dai Nuclei di Gladio e dalle Unità Pronto Impiego, queste ultime specializzate in attività di guerriglia: le UPI avevano a disposizione ulteriori armi "ereditate" dalle Brigate Osoppo e poi nascoste in 48 caserme dei carabinieri, ubicate soprattutto in Friuli-Venezia Giulia e in Veneto. Il generale dei carabinieri Arnaldo Ferrara ha riferito che la decisione di nascondere le armi nelle caserme fu presa in totale autonomia dal generale e capo del Servizio informazioni forze armate (SIFAR) Giovanni de Lorenzo, senza fornire comunicazione al comando generale dell'Arma.

## Rapporto con la NATO
L'organizzazione Gladio non apparteneva alla struttura NATO. Ne diede notizia dal Quirinale il Segretario Generale della Presidenza della Repubblica, Sergio Berlinguer, che, il 20 maggio 1991, rese noto un documento del Governo tedesco sull'organizzazione stay-behind in cui c'è scritto che l'organizzazione clandestina non fa parte integrante della NATO e che i due comitati nell'ambito dei quali avrebbe operato (Coordinating and Planning Committee, CPC e Allied Coordination Committee ACC) "non costituivano e non costituiscono parte integrante della struttura NATO".
Peraltro, in un parere trasmesso il 7 gennaio 1991 dall'Avvocato generale dello Stato al presidente del consiglio dei ministri italiano, il problema della legittimità costituzionale dell'Accordo del 1956 - sollevato soprattutto in relazione alla presunta violazione dell'art. 80 della Costituzione, che prescrive la ratifica da parte del Parlamento dei trattati internazionali non redatti in forma semplificata - fu affrontato "alla luce dell'adesione dell'Italia al Trattato Nato, sottoscritto il 4 aprile 1949 e regolarmente approvato dal nostro Parlamento con legge 1º agosto 1949, n. 465".

## Collegamenti con altre vicende
Nel corso degli anni successivi alla scoperta l'organizzazione Gladio è stata citata in molti processi e indagini su omicidi e stragi, pur senza conseguenze. I suoi membri sono stati più o meno bollati dall'opinione pubblica come fascisti più o meno dichiarati, come probabili cospiratori, come possibili «stragisti». È stata associata con il rapimento e l'omicidio di Aldo Moro, l'omicidio del giornalista Mauro Rostagno (ucciso da Cosa nostra nel 1988), l'omicidio della giornalista Ilaria Alpi e del cineoperatore Miran Hrovatin, l'omicidio del poliziotto Antonino Agostino e di sua moglie, Ida Castelluccio, l'omicidio del commissario di polizia Luigi Calabresi (da parte della difesa degli imputati), la misteriosa morte di Enrico Mattei, la strage di Alcamo Marina, la strage di Bologna e la strage di piazza della Loggia. Nella commemorazione del 1993, di poco successiva alla strage di via dei Georgofili, fu ripreso per ore dalle telecamere di Rai 3 uno striscione contro Gladio, suggerendo ai telespettatori un collegamento tra i «gladiatori», piazza Fontana, Brescia e Firenze. Nel 1990 il giudice Giovanni Falcone stava indagando su Gladio e sulla sua probabile implicazione negli omicidi Mattarella, Reina e La Torre; il magistrato Ferdinando Imposimato ha affermato che il giudice Paolo Borsellino è stato ucciso perché sapeva delle indagini di Falcone sull'organizzazione Gladio.

### Piano Solo
Nel 1990 si ridiede attualità al piano Solo, ipotizzando un intreccio, mai dimostrato, tra piano Solo, Gladio e le stragi.
Nel gennaio 1967 fu istituita una commissione parlamentare d'inchiesta che, insieme a quelle militari, censurò con espressioni dure il comportamento tenuto dal generale Giovanni de Lorenzo, ma ritenne che il suo piano illegittimo (perché approntato all'insaputa dei responsabili governativi e delle altre forze dell'ordine e affidato unicamente ai carabinieri) fosse irrealizzabile e fantasticante, bollandolo come «una deviazione deprecabile» ma non come un tentativo di colpo di Stato, A fine anno il governo rimosse alcuni omissis ed emerse che anche la sede del PSI avrebbe dovuto essere occupata, impiegando in totale 20.000 carabinieri.
Il Centro addestramento guastatori presso Capo Marrargiu, in Sardegna, nel 1964 doveva essere un luogo di confino per 731 oppositori politici, che vi sarebbero stati portati durante un tentativo di colpo di Stato. Il golpe non venne mai realizzato, ma la località di Capo Marrargiu era la stessa in cui si addestravano alcuni membri dell'organizzazione Gladio.

### I rapporti con il Caso Moro

#### Paolo Inzerilli
Il generale Paolo Inzerilli, ufficiale del Sismi e responsabile di Gladio dal 1974 al 1986, ha affermato che durante il sequestro Moro l'organizzazione Gladio fu sensibilizzata ma non attivata. Durante una conferenza stampa a Udine, nell'agosto del 1994, l'associazione degli ex gladiatori affermò che Gladio era stata allertata soltanto per fornire informazioni durante i sequestri Dozier e Moro. Inzerilli rese noto in una intervista il fatto che nell'aprile 1978, durante il sequestro Moro, sono spariti alcuni documenti top-secret contenenti notizie riservate della struttura Stay-Behind, conservati nella cassaforte del ministro della Difesa. Afferma Inzerilli che si tratta «dell'informativa completa messa a punto da me, allora capo della Gladio, che, misteriosamente scomparsa, ricomparve nel 1980 […] Le carte tornarono nel mio ufficio il 16 luglio 1980, accompagnate da un biglietto firmato dall'aiutante del ministro della Difesa, ammiraglio Staglianò. Dunque, non si erano perse. Che cosa ne sia stato però, non saprei dirlo».

#### Camillo Guglielmi
Nel 1991 l'onorevole Luigi Cipriani, membro della Commissione stragi, raccolse la testimonianza di Pierluigi Ravasio, ex agente del Sismi ed ex appartenente a Gladio, essendo stato addestrato a Capo Marrargiu, il quale rivelò che un suo superiore, il colonnello del Sismi Camillo Guglielmi, la mattina del 16 marzo 1978, intorno alle ore 9, si trovava nei pressi di via Fani, dove fu organizzato l'agguato ad Aldo Moro. Il generale Paolo Inzerilli negò l'appartenenza del colonnello Guglielmi al Sismi e a Gladio, affermando che l'ufficiale dei carabinieri sarebbe divenuto consulente del Sismi solo il 1º luglio 1978. Tuttavia, in una successiva inchiesta sull'operazione Gladio, i magistrati militari Sergio Dini e Benedetto Roberti hanno rintracciato documenti comprovanti i legami del colonnello Guglielmi con il Sismi fin dagli anni 1972-1973, oltre al suo ruolo di istruttore in corsi speciali organizzati dal Sid, presso la base di Gladio a Capo Marrargiu. Dall'inchiesta dei due magistrati emerse altresì che Guglielmi si era recato in via Fani su richiesta del generale Pietro Musumeci, sulla base di una informazione fornita da un infiltrato dei servizi segreti nelle BR.
In occasione della Seduta del 7 ottobre 2015, della Commissione parlamentare di inchiesta sul rapimento e sulla morte di Aldo Moro, il Sostituto Procuratore della Repubblica Sergio Dini ha dichiarato che «Guglielmi, come diceva il collega, nel 1965 partecipò alla prima esercitazione di personale dell'Ufficio D a Capo Marrargiu. Non c'è solo la citazione «Guglielmi presente a Capo Marrargiu», ma ci sono diversi documenti in cui viene indicato esattamente il programma del corso e, giorno per giorno, quello che è stato fatto. Si andava appunto da tecniche di imboscata e guerriglia urbana a tecniche di trappolamento ed esplosivi su materiale ferroviario, come ha detto anche il collega. Sono due le fasi in cui il personale dell'Ufficio D va a Capo Marrargiu: nel 1965-66 ci sono, mi sembra, quattro corsi, a uno dei quali partecipa Guglielmi; nel 1972-73 se ne tengono altri con le stesse caratteristiche e lo stesso tipo di programma, ossia guerriglia urbana, bottiglie incendiarie, tra l'altro, cariche esplosive su materiale ferroviario, tecniche di sovversione, propaganda, tutto ciò che riguardava attività di carattere interno, di guerra interna».
Guglielmi ammise di essere stato presente nei pressi di via Fani il giorno dell'agguato alle 9,30, in quanto si stava recando da un collega, il colonnello Armando D'Ambrosio, residente in via Stresa, nelle vicinanze di via Fani, che lo avrebbe invitato a pranzo. Il colonnello D'Ambrosio dichiarò di non ricordare di avere invitato a pranzo Guglielmi, ma di essere certo che il colonnello del Sismi effettivamente si presentò a casa sua, verso le 9. Convocato nel maggio 1991 dal pubblico ministero di Roma, Luigi De Ficchy, D'Ambrosio dichiarò: «Guglielmi si è presentato a casa mia poco dopo le nove, non era affatto atteso, e non esisteva alcun invito a pranzo. Si è intrattenuto per qualche minuto a casa mia ed è tornato in strada dicendo: "Deve essere accaduto qualcosa"».

### Rapporti con la loggia P2
L'organizzazione Gladio è stata messa in relazione con la P2, la loggia della massoneria deviata con finalità eversive.
Gladio è stata collegata anche alla P2 di Licio Gelli e al Noto servizio, un super-servizio segreto soprannominato Anello, a capo del quale ci sarebbe stato Giulio Andreotti. Licio Gelli dichiarò: «Giulio Andreotti sarebbe stato il vero "padrone" della Loggia P2? Per carità... io avevo la P2, Cossiga la Gladio e Andreotti l'Anello».

### Il Centro Scorpione
Il Centro Scorpione, un centro d'addestramento speciale di Gladio a Trapani diretto dal maresciallo Vincenzo Li Causi, utilizzava il campo volo di Trapani Milo, dove il giornalista Mauro Rostagno aveva filmato il caricamento di casse di armi per la Somalia su un aereo militare. Il giornalista fu ucciso due mesi dopo.
Nella Nota integrativa alla relazione della Commissione Parlamentare Antimafia sui rapporti tra mafia e politica, redatta dal senatore Massimo Brutti (PDS), con il titolo Gladio in Sicilia: nuovi documenti e problemi aperti, si affermava:
(Gladio in Sicilia: nuovi documenti e problemi aperti (Nota integrativa alla relazione sui rapporti tra mafia e politica), 1993, pp. 140-141)

### I rapporti con Cosa nostra
Nel 1989 il professore palermitano Alberto Volo, esponente di Terza posizione ed amico fraterno del leader neofascista Francesco Mangiameli (assassinato dai NAR nel 1980), raccontò al giudice Giovanni Falcone di appartenere alla "Universal Legion", una sorta di Gladio ante litteram che sarebbe stata coinvolta nell'omicidio del Presidente della Regione siciliana Piersanti Mattarella e di cui avrebbero fatto parte giudici, politici e militari, tra cui l'ex sindaco di Palermo Giuseppe Insalaco e il generale Paolo Inzerilli; Volo venne però ritenuto dai giudici "inattendibile e mitomane".
Nel 1996 il collaboratore di giustizia Francesco Elmo, già studente universitario con simpatie di destra e poi faccendiere implicato in vari traffici illeciti, confessò ai PM di Trapani di aver militato in una imprecisata "struttura" di Gladio di cui facevano parte uomini delle istituzioni (tra cui il poliziotto Bruno Contrada), politici, civili, militari e mafiosi, che era coinvolta in numerosi fatti di cronaca della storia siciliana di quegli anni (gli omicidi Mattarella, Reina, La Torre, Chinnici, Insalaco e degli agenti Agostino e Piazza, le stragi di Pizzolungo, Capaci, via d'Amelio e il fallito attentato all'Addaura). Tuttavia tali dichiarazioni non trovarono riscontri significativi.
Nel 2009 Massimo Ciancimino ha raccontato che suo padre Vito era un membro di Gladio e intrattenne stretti rapporti sia con i servizi segreti che con i latitanti Bernardo Provenzano e Salvatore Riina. Tuttavia nell'elenco dei 622 «gladiatori» reso pubblico nel 1990 il suo nome non è presente. Alcuni membri dell'organizzazione Gladio sono comunque ancora coperti dallo Stato per ragioni di riservatezza, per questo un elenco completo non è mai stato fornito.
Negli anni 2010 i collaboratori di giustizia Nino Lo Giudice, Consolato Villani, Vito Galatolo, Vito Lo Forte e Giuseppe Di Giacomo hanno identificato due persone appartenenti a Gladio che partecipavano agli incontri di Cosa Nostra: l'ex poliziotto Giovanni Aiello (detto "faccia da mostro" per una cicatrice vistosa sul volto) e Virginia Gargano, che si faceva chiamare Antonella. Nel 1981 si è sposata con un ex campione di nuoto, nonché ex gladiatore, anche lui della lista di Stay Behind e nipote - a suo dire - dell'ex capo della polizia Vincenzo Parisi.

### La Falange Armata
Diversi osservatori ipotizzarono un collegamento tra Gladio e le rivendicazioni della sedicente sigla terroristica "Falange Armata", la quale si attribuì diversi fatti di sangue di quegli anni, come le stragi di mafia del 1992-1993 e le azioni della Banda della Uno Bianca, e minacciò di morte diversi esponenti delle istituzioni e del giornalismo:
costituiti dalla comparsa ufficiale della sigla della FALANGE ARMATA che avviene nel maggio '90, in coincidenza con l'avvio di indagini della magistratura veneziana sulle operazioni di recupero di armi ed esplosivi in depositi a disposizione dei Servizi di Sicurezza".
Il riferimento al NASCO di Aurisina e al recupero di altri NASCO da parte del G. I . di Venezia CASSON è evidente. Venivano
ricordate poi le minacce al gruppo ESPRESSO-LA REPUBBLICA della primavera '91, in concomitanza con la polemica sulla vicenda
GLADIO; l'annuncio della "uccisione di un giudice veneziano, non meglio specificato", del 21 maggio '91 (il riferimento è ancora
al G. I. Dr. CASSON); i pesanti e ripetuti avvertimenti al Presidente della Commissione Stragi Libero GUALTIERI, particolarmente determinato nel sostenere che FALANGE ARMATA costituirebbe una scheggia impazzita dello Stato e fortemente critico nei confronti di GLADIO. Vi sono poi come collegamenti
indiretti fra GLADIO e i falangisti le minacce a chiungue abbia denunciato legami tra mafia e P.2, Massoneria, traffico d'armi
e Servizi Segreti. L'episodio più indicativo è costituito dai messaggi intimidatori allo stesso FULCI, del giugno e settembre 1991, "in relazione al suo nuovo incarico di Segretario
Generale del C.E.S.I.S., ufficio noto soprattutto agli addetti ai lavori, con rimarchevole tempismo rispetto ai suoi movimenti, pur coperti da riserbo"»
(Sentenza-ordinanza n. 18/200 - Vol. N. 254 di rinvio a giudizio nei confronti di Bongiovanni Ivano+3 (c.d. procedimento Italicus-bis))
Nel settembre 1993 un rapporto congiunto stilato da Carabinieri e Polizia acquisito dalla Procura di Roma individuava i nominativi di sedici ufficiali del reparto speciale O.S.S.I. inquadrato nella VII Divisione del SISMI (la stessa da cui dipendeva la struttura Gladio) come telefonisti della Falange Armata ed esperti in esplosivi, su segnalazione dell'ambasciatore Francesco Paolo Fulci, ex segretario generale del CESIS che sosteneva di aver scoperto che numerose telefonate "falangiste" provenivano da utenze del SISMI, accuse che però non trovarono mai conferma e furono smentite dagli interessati e dall'allora direttore della VII Divisione, il generale Paolo Inzerilli.

## Dopo lo scioglimento

### Associazione Italiana Volontari Stay Behind
L'Associazione Italiana Volontari Stay Behind è stata fondata il 14 novembre 1993 dal generale Paolo Inzerilli e da Luciana Mattieu, casalinga ed ex gladiatrice. L'atto costitutivo avvenne durante un raduno presso il Sacrario militare di Redipuglia, che attirò una folla di curiosi, giornalisti e troupe televisive.
L'associazione, cui aderirono 128 ex gladiatori e gladiatrici, è senza fini di lucro con finalità apartitiche, patriottica e morale che «intende riaffermare, difendere e diffondere le motivazioni ideali che, nel culto delle tradizioni patrie e nella fedeltà ai principi di libertà, di giustizia, di pluralismo democratico, ispirarono la volontaria e gratuita adesione degli appartenenti civili alla disciolta organizzazione militare speciale dipendente dallo Stato Maggiore della Difesa». Tra i soci onorari, l'associazione vantò Francesco Cossiga, Edgardo Sogno, Alberto Li Gobbi e Fulvio Martini. 

Il 30 aprile 2009 d'iniziativa dei deputati Renato Farina, Barbieri e Marinello, viene depositata la proposta di legge n. 2408 presso la Camera dei Deputati: <<Norme sulla disciolta struttura italiana dell'organizzazione clandestina nordatlantica «Stay Behind Nets», nota in Italia con il nome di «Gladio», e sul personale militare e civile volontario che era in essa inquadrato>>. 
<<L'Associazione italiana volontari «Stay Behind», costituita in data 4 febbraio 1994 quale associazione non riconosciuta, è riconosciuta ai sensi e per gli effetti di cui al decreto del Ministro della difesa 5 agosto 1982, pubblicato nella Gazzetta Ufficiale n. 272 del 2 ottobre 1982, ed è iscritta nell'albo istituito ai sensi dell'articolo 1 del medesimo decreto del Ministro della difesa 5 agosto 1982.>> 

Art. 3. (Associazione italiana volontari «Stay Behind») comma 1 del PDL n. 2408 del 30 aprile 2009 presso la camera dei deputati.
L'attuale presidente della suddetta associazione non riconosciuta è Omar Vittone. Teoricamente l'associazione Italiana Volontari Stay Behind consente a chiunque di associarsi previo compenso da parte del nuovo associato della quota annuale e verifica da parte dell'associazione dei requisiti del nuovo associato (incluso curriculum vitae).

### Dipartimento Studi Strategici Antiterrorismo (DSSA)
Nel 2005 la notizia di una possibile continuazione di Gladio divenne pubblica, come effetto collaterale di un'indagine sul caso di Fabrizio Quattrocchi, in quella che fu denominata «polizia parallela», il cui nome era DSSA (Dipartimento Studi Strategici Antiterrorismo) che fu guidata da due agenti segreti provenienti dall'intelligence atlantica e vide al suo interno poliziotti, carabinieri e consulenti, oltre che molti ex appartenenti a Gladio: 16 di loro (su oltre 150 nominativi presenti in un elenco e forse altri rimasti anonimi) subirono un procedimento penale. Tra gli indagati, poi completamente prosciolti dal Tribunale di Milano con formula piena (non luogo a procedere perché il fatto non sussiste), vi era anche il politico di estrema destra Gaetano Saya, fondatore del partito Nuovo MSI; Saya era stato indicato dalla stampa come il capo di questa struttura, insieme al vicedirettore, l'agente segreto Riccardo Sindoca.